# Midnite
Midnite es una importante banda de reggae que procede de St. Croix (Islas Vírgenes). Su música sigue la tradición de los legendarios grupos jamaicanos de roots reggae de los años 70. Las partes líricas de las composiciones de Midnite se caracterizan por el estilo chant and call que proporciona a su música una intensa espiritualidad y abiertamente rastafari. Las letras se centran principalmente en las plegarias de los oprimidos, los fallos de la política, economía y sociedad actual, y la salvación de la humanidad mediante una vida dedicada a Jah.
El grupo fue fundado por los hermanos Vaughn Benjamin (voz) y Ron Benjamin (bajo) en 1989. Grabaron Ras Mek Peace (Before Reverb and Without Delay mientras vivían en Washington D. C. a mediados de los años 90. El álbum se llamó así porque fue grabado, según dicen, en una habitación con solamente dos micrófonos. A finales de los 90 volvieron a St. Croix para tocar con músicos locales y grabar en su propio estudio, African Roots Lab.
Midnite colabora frecuentemente con nuevas bandas y ha tocado con varios artistas del African Roots Lab, como Dezarie y Ikahba.

## Discografía
soon come NEW! midnite
watch "lion out of zion" 2013/1434
midnite/fifthson 
be strong 
NEW! "children of jah dubs"
midnite/rastar
NEW! midnite/higherbound 
free indeed 
midnite NEW! 
children of jah 
midnite/bassie/igrade 
kings bell 
midnite/fifth son
in awe 
prod. by ron benjamin
midnite | anthology 
midnite / fifth son
momentum 
midnite / fifth son
standing ground dub 
midnite/rastar
treasure 
midnite
ark a law 
Produced by midnite
what makes a king? 
midnite - rastar
ina now 
midnite - rastar
to mene  
midnite/various 
new name 
midnite - lustre king
infinite dub
midnite - rastar
supplication to him 
- For All con Youssoupha Sidibe (2008)
- Supplication To HIM (2008)
- Rule the Time con I Grade (2007)
- Suns of Atom con Lion Tribe (2006)
- New1000 con Mystic Vision (2006)
- Thru & True con Ras L (2006)
- Current con Mystic Vision (2006)
- Jah Grid con I Grade (2006)
- Let Live con I Grade (2004)
- Ainshant Maps (2004)
- Full Cup con Ras L (2004)
- Scheme a Things (2004)
- Project III" con Branch I (2004)
- He is Jah con Branch I (2003)
- Geoman" con Branch I (2003)
- Vijan con I Grade (2003)
- Intense Pressure (2003)
- Cipheraw colaboración con Branch I (2003)
- Assini con I Grade (2002)
- Seek Knowledge Before Vengeance (2002)
- Jubilees of Zion (2002)
- Nemozian Rasta con Dezarie y I Grade (2001)
- Unpolished (2001)
- Ras Mek Peace (1999)